# Gryon sesbaniae
Gryon sesbaniae är en stekelart som först beskrevs av Jean Risbec 1956.  Gryon sesbaniae ingår i släktet Gryon och familjen Scelionidae. Inga underarter finns listade i Catalogue of Life.